# Pentodon pentandrus
Pentodon pentandrus är en måreväxtart som först beskrevs av Heinrich Christian Friedrich Schumacher och Peter Thonning, och fick sitt nu gällande namn av Wilhelm Vatke. Pentodon pentandrus ingår i släktet Pentodon och familjen måreväxter.

## Underarter
Arten delas in i följande underarter:
- P. p. minor
- P. p. pentandrus